# Oude Tolbrug

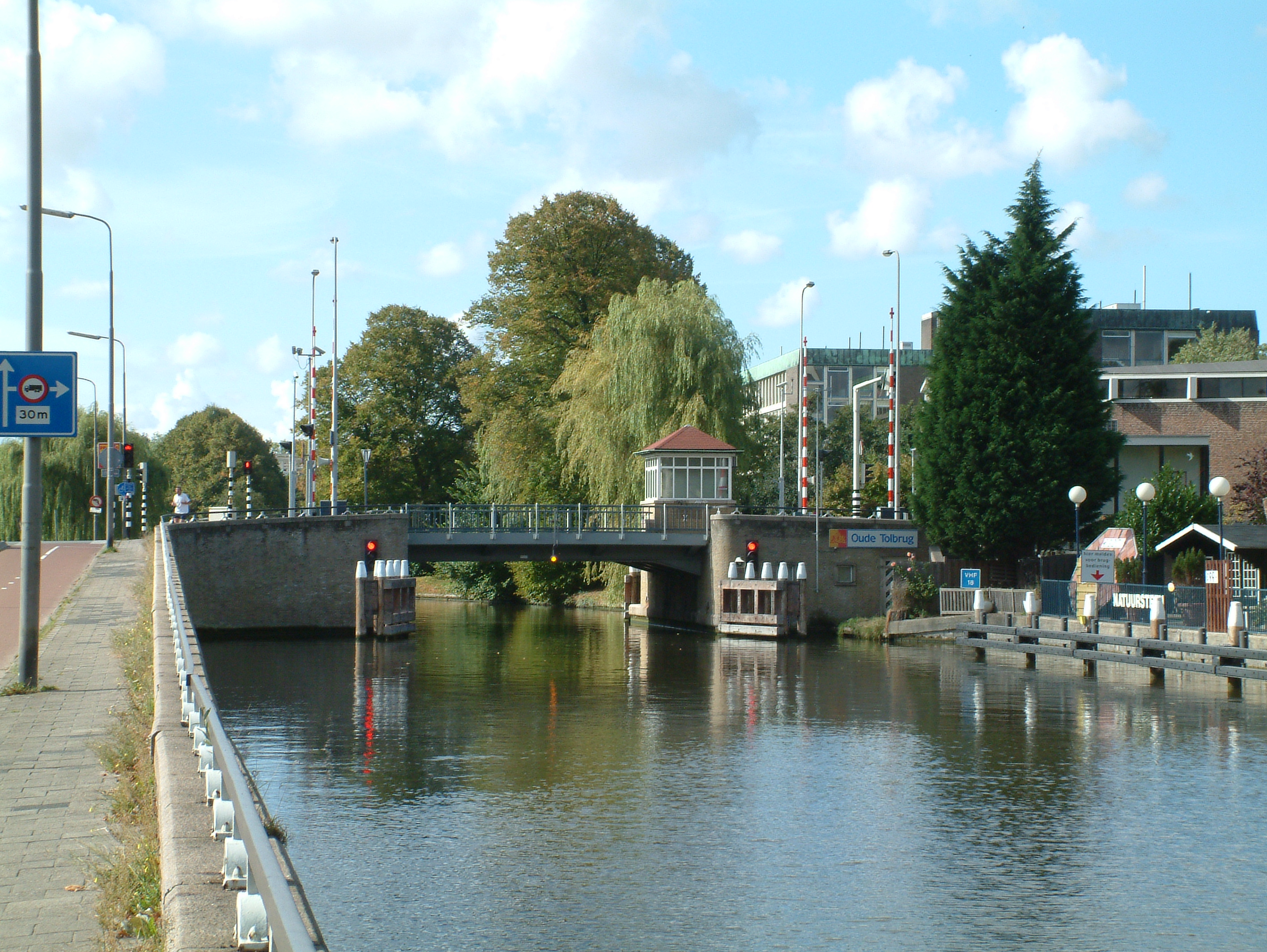
Oude Tolbrug

De Oude Tolbrug in de Nederlandse plaats Voorburg is een basculebrug over de Vliet uit het jaar 1956. De brug ligt tussen de wijken Voorburg-West en Park Leeuwenbergh.
De huidige Oude Tolbrug verving een ophaalbrug met dezelfde naam uit 1892 die enkele tientallen meters westelijker lag. Tijdens de meidagen van 1940 werd het huis "Dorrepaal" dat tegenover de Oude Tolbrug ligt door Nederlandse troepen onder George Maduro op Duitse parachutisten veroverd.

De naam Oude Tolbrug verwijst naar een oude buurtschap ter plekke, de Tolle, die reeds in 1334 genoemd werd in de omschrijving van het ambacht van Filips III van Wassenaer.

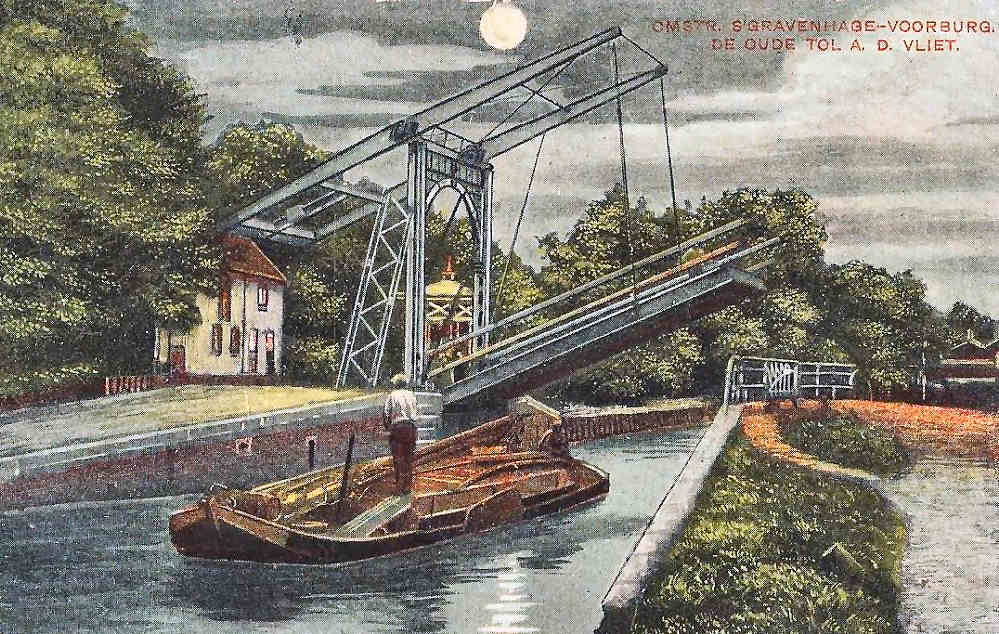
Oude Tolbrug in 1910
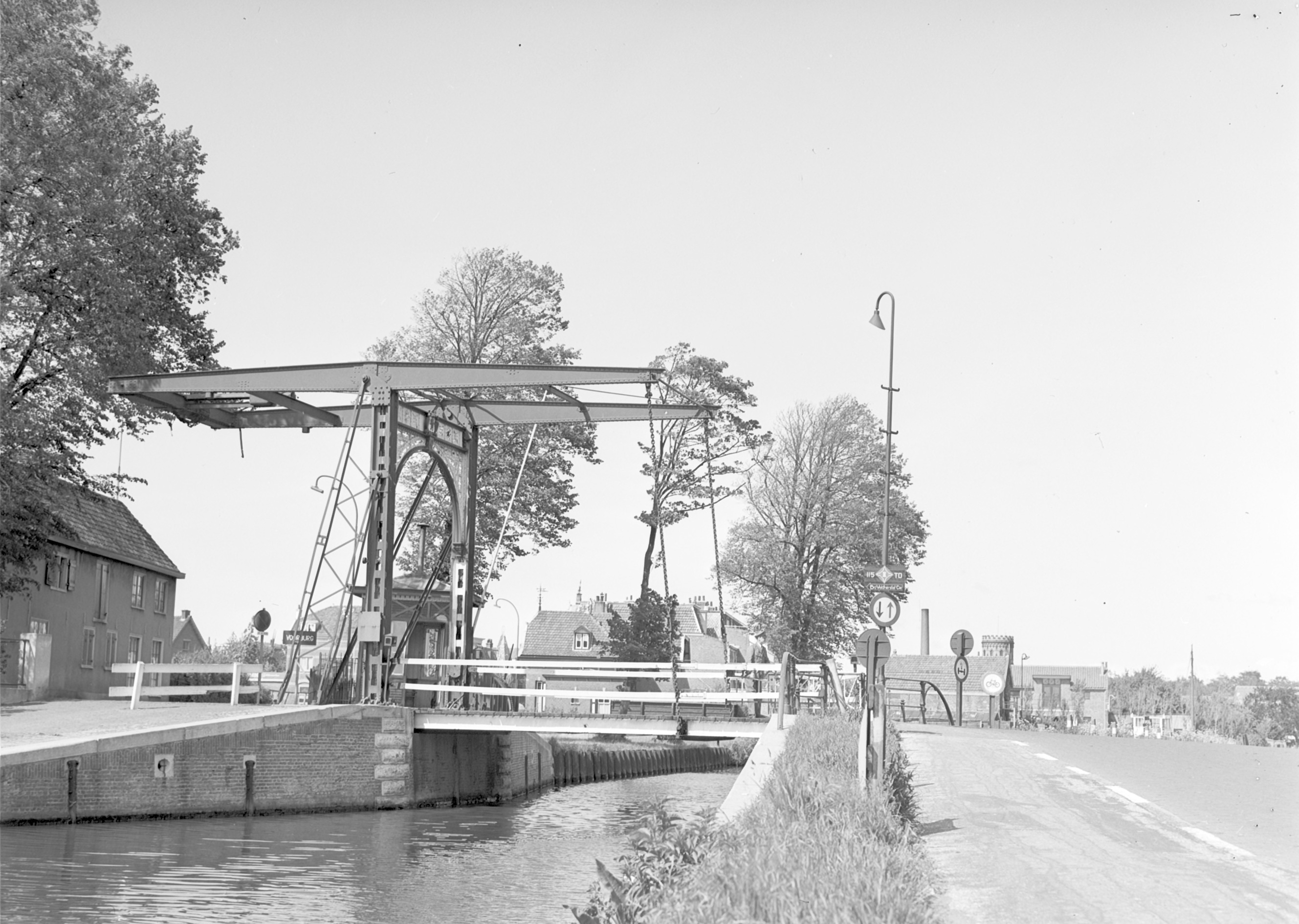
Oude Tolbrug in 1955